# Rückenfigur

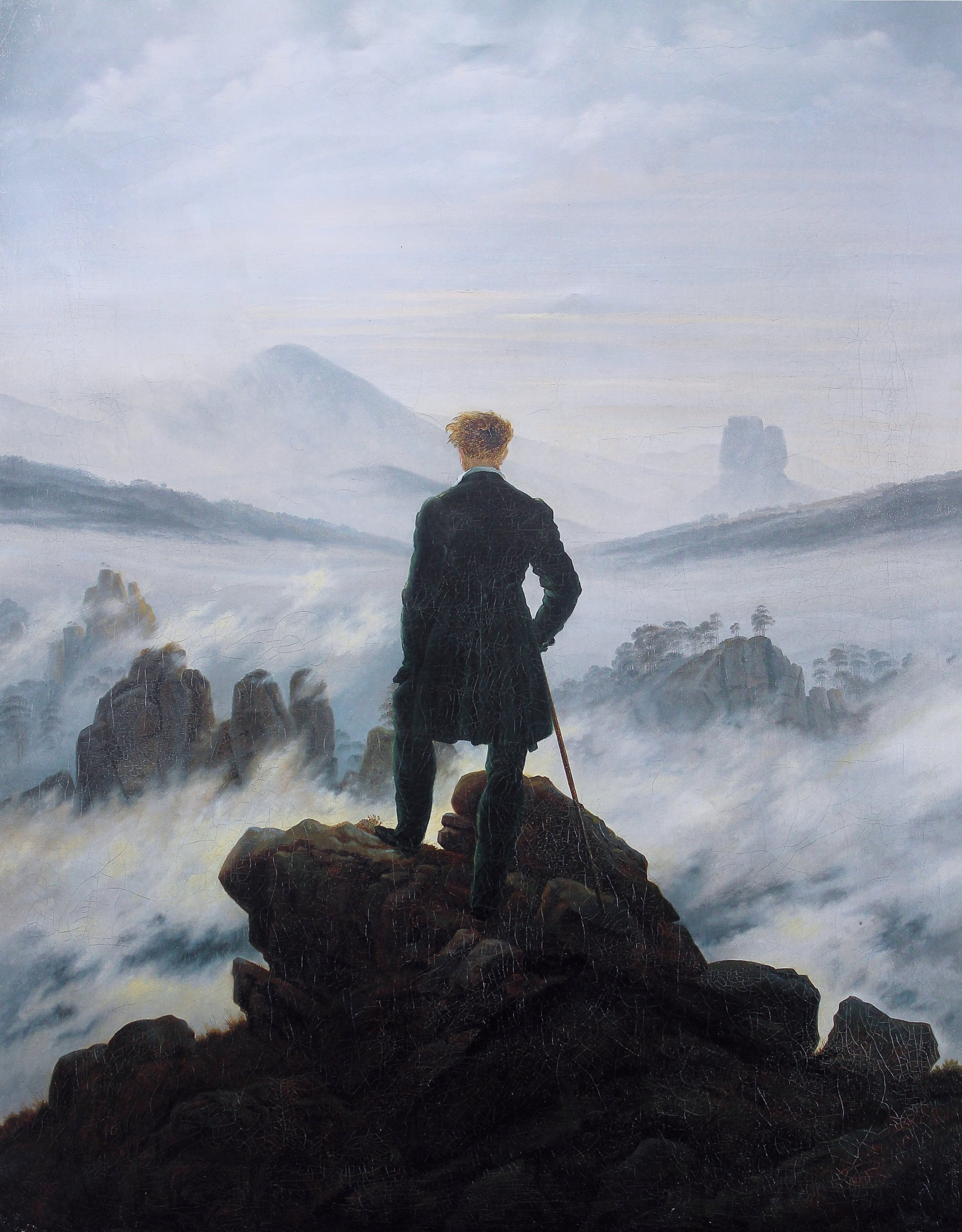
Caspar David Friedrich's Der Wanderer über dem Nebelmeer, 1818

De Rückenfigur ('rugfiguur', 'ruggelings afgebeelde figuur') is een compositieschema dat gebruikt wordt in de schilderkunst, grafische kunst, fotografie en film. Op de voorgrond bevinden zich een of meer (hoofd)personen die zich ruggelings van de toeschouwer afwenden en naar een panorama of een tafereel kijken dat zich voor hen afspeelt. Deze compositie zou de kijker er toe aanzetten zich met de figuur in de afbeelding te identificeren en van uit die optiek met die figuur mee te kijken. De Rückenfigur zou dan als surrogaat voor de toeschouwer optreden.
In kunsthistorische essays bestaat echter discussie over de vraag of de Rückenfigur daadwerkelijk uitnodigt tot identificatie of dat die eerder leidt tot een vorm van secundaire observatie. De toeschouwer kan immers op geen enkele manier de emotie op het afgewende gezicht van de figuur lezen, waardoor het geheel een eerder mysterieus dan afstandelijk gevoel zou oproepen. Dit zou opleveren dat de toeschouwer gaat nadenken over hoe hij zich zelf in de scène zou voelen, wat de emotionele betrokkenheid bij het werk vergroot.

## Onderscheid met andere stijlkenmerken
Hoewel de Rückenfigur voor diepte zorgt, is het meer dan de zuiver stilistische keuze van het repoussoir. Essentieel voor een Rückenfigur is de uitnodiging voor de toeschouwer om zich te verplaatsen in de visuele belevenis van het personage. Het Rückenfigur-motief wordt daarom ook gebruikt om thema's zoals eenzaamheid, verdriet of de relatie tussen mens en natuur over te brengen.
De Rückenfigur verschilt van het 'profil perdu' ('verloren profiel'), een houding waarbij het gezicht van een hoofdfiguur van de kijker afgewend wordt zodat het aangezicht niet of nauwelijks zichtbaar is. Typische voorbeelden hiervan in de recente schilderkunst zijn werken van Gerhard Richter en de portretten van meisjes en vrouwen van Michaël Borremans.
In het Nederlands wordt ook de term 'rugfiguur' gebruikt, zowel voor de Rückenfigur, het verloren profiel als het repoussoir.

## Geschiedenis
De compositie met de Rückenfigur dateert uit de oudheid en werd sindsdien veelvuldig gebruikt, verspreid over verschillende tijdperken en kunststijlen. Giotto's Bewening van Christus (14de eeuw) is een eerder vroeg middeleeuws voorbeeld van hoofdfiguren die zich van de blik van de toeschouwer afwenden. De Rückenfigur was echter geen dominant motief.
De eerste kunstenaar die de Rückenfigur als zelfstandig motief gebruikte was Gerard ter Borch met zijn schilderij "De Galante Conversatie" uit 1654. Deze afbeelding is ook bekend als "De Vaderlijke Vermaning" door de gravure die Johann Georg Wille in 1765 op basis van het werk maakte en het hiermee populariseerde. Goethe nam de figuur van deze afbeelding op in een van zijn populaire publicaties „Wahlverwandtschaften“.
De term Rückenfigur wordt echter vaak geassocieerd met de Duitse romantische schilderkunst, in het bijzonder met de landschapsschilder Caspar David Friedrich, die de Rückenfigur centraal stelde in zijn landschappen. Vooral zijn werk Der Wanderer über dem Nebelmeer is hiervoor bekend.
Andere bekende werken met de Rückenfigur zijn Het Vlot van de Medusa van Géricaud, Raphael en Michelangelo van Carl Gustav Carus, Figuur bij het raam van Salvador Dalí en La réproduction interdite van René Magritte, De schilderkunst van Johannes Vermeer, hoewel dit ook als voorbeeld van repoussoir wordt genoemd.

## Hedendaagse kunst
Bij de Belgische hedendaagse kunstenaars is de aanwezigheid van de Rückenfigur kenmerkend voor het werk van Karin Hanssen sinds 1995. Het was ook een onderwerp van haar wetenschappelijk werk De geleende blik - in dialoog met de tijd. Ook in een aantal werken van Michaël Borremans is dit compositieschema aanwezig. In Nederland is de Rückenfigur een van de langlopende projecten van Sander van Deurzen.

## Galerij

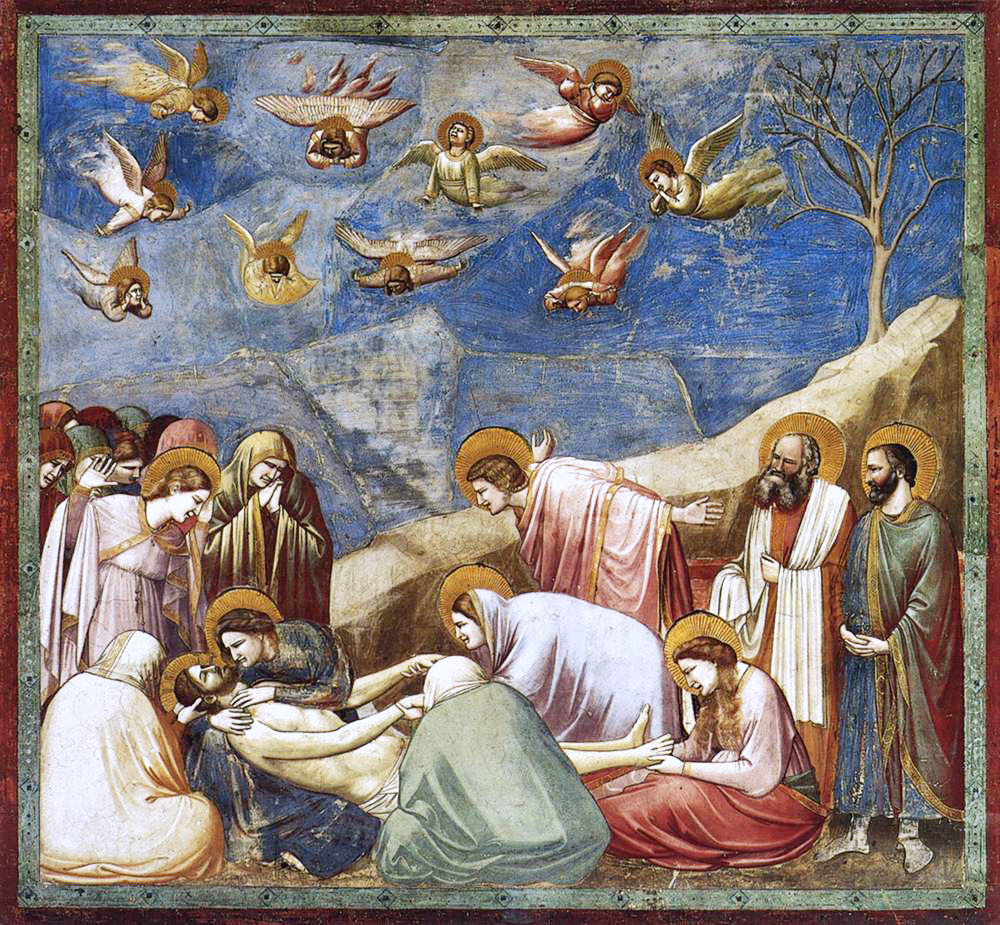
Giotto: Bewening van Christus (fresco, 14e eeuw, Cappella degli Scrovegni, Padua)
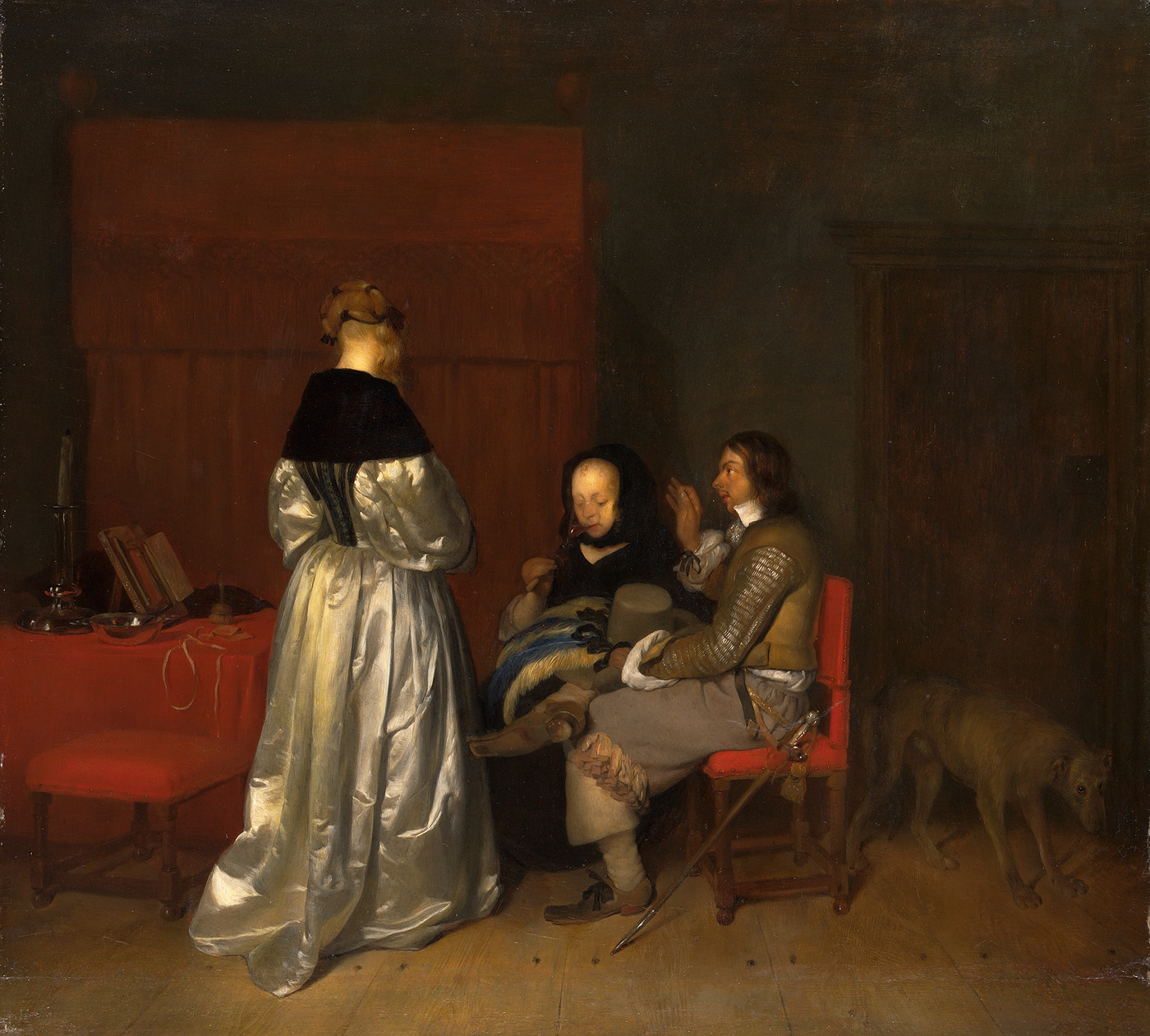
Gerard ter Borch: De Galante Conversatie of Vaderlijke Vermaning (1654)
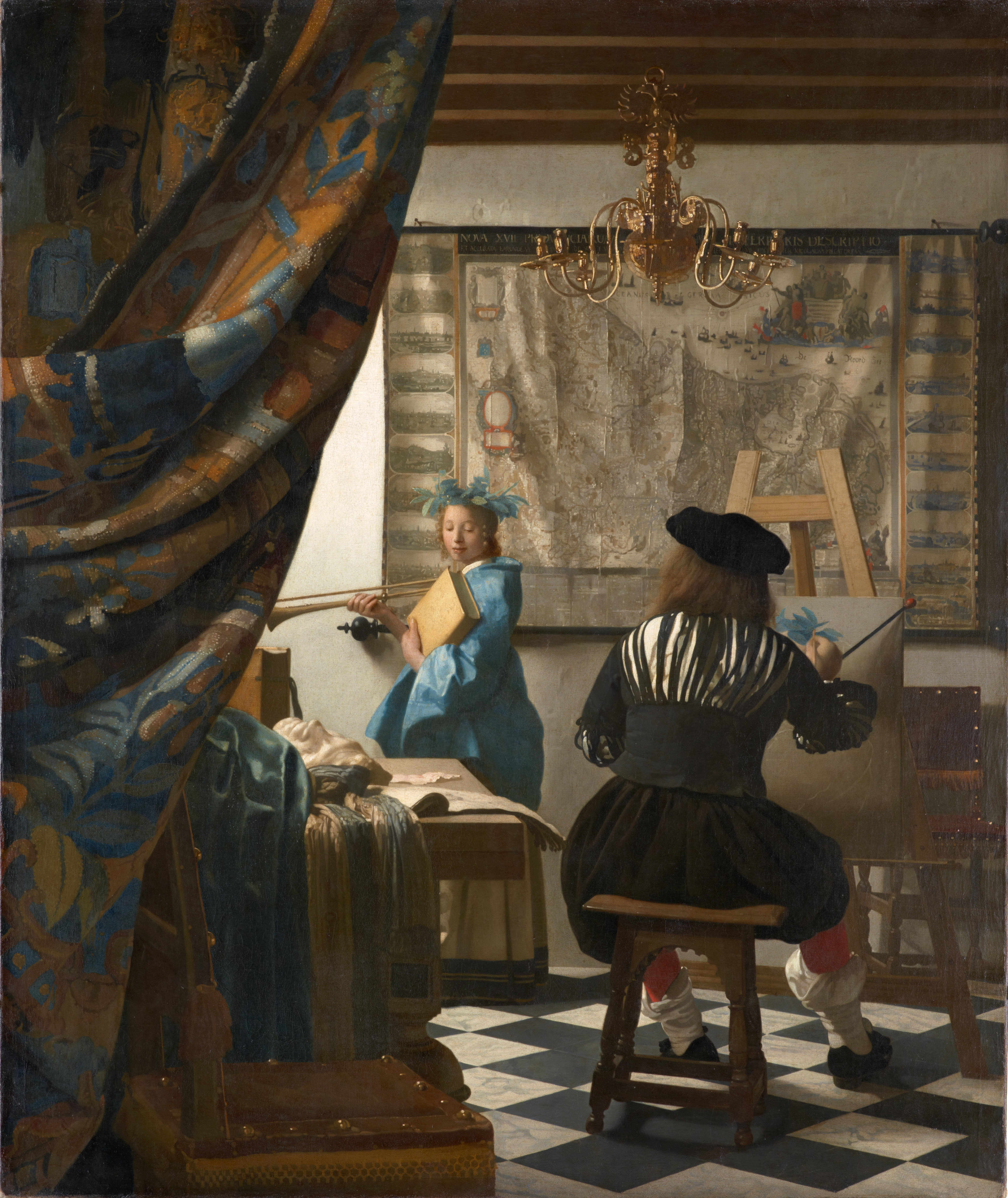
Johannes Vermeer De schilderkunst (jaren 1660)
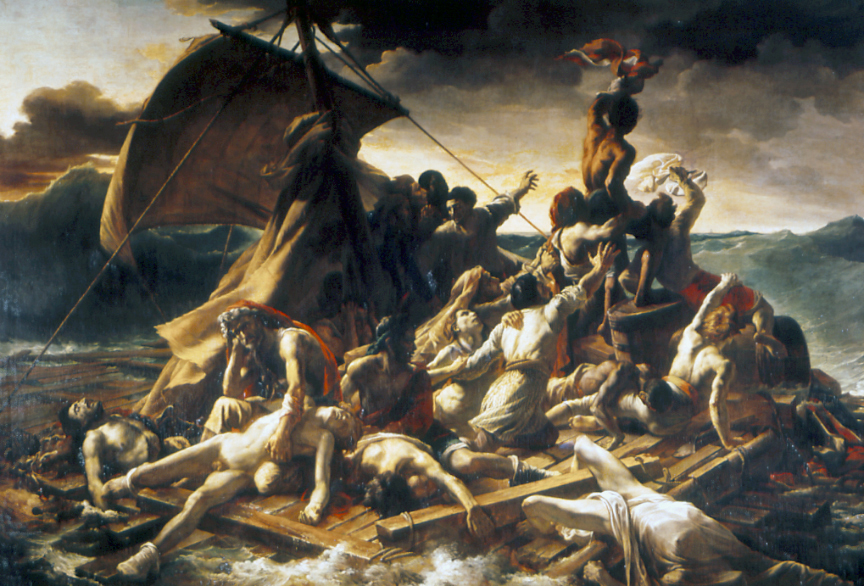
Theodore Gericault: Het vlot van Medusa (1819)
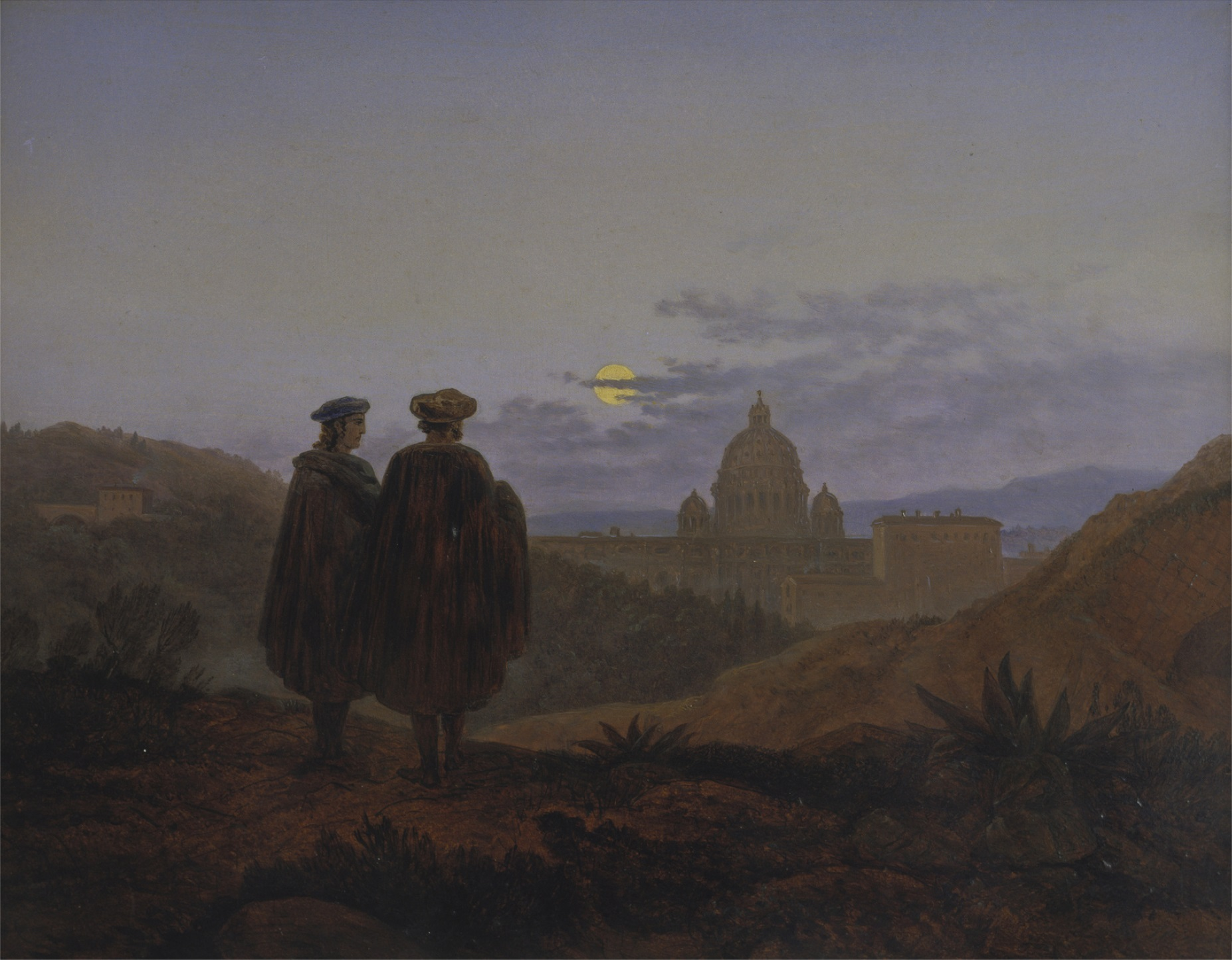
Carl Gustav Carus, Raphael en Michelangelo (rond 1830)
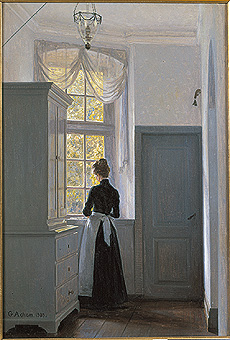
Georg Achen: Drømmevinduet - Het droomvenster (1903)
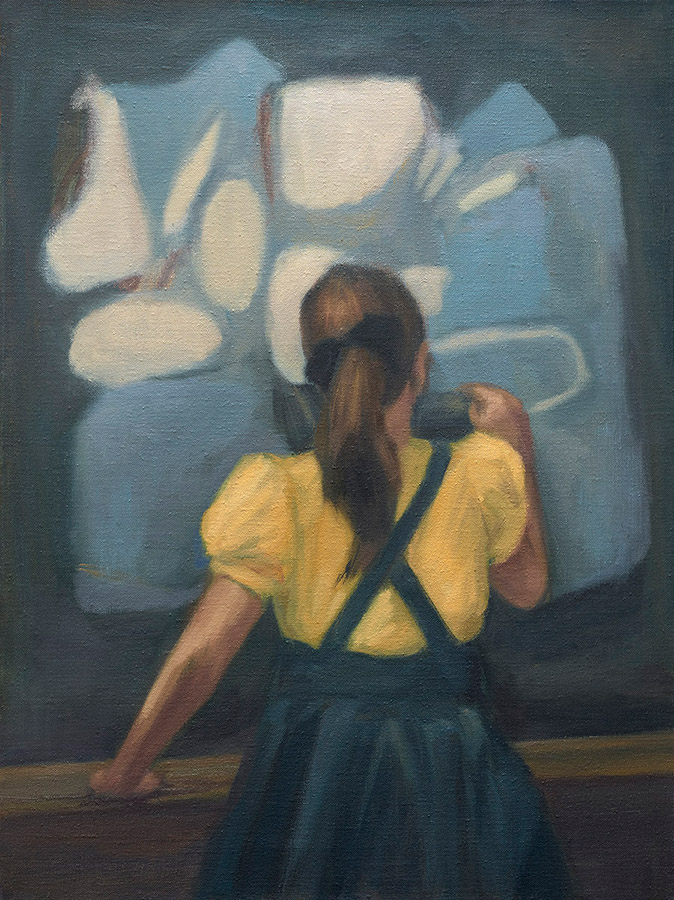
Karin Hanssen "A room of her own" (2013)